# Lago dell'Antenna
Il lago dell'Antenna è un lago artificiale situato nell'Appennino ligure, in provincia di Savona.

## Geografia
Il lago è stato ricavato sbarrando con una diga il torrente Orba un paio di km a monte di San Pietro d'Urbe, a servizio di una piccola centrale idroelettrica.
Prende il nome dal Monte Antenna (821 m), che domina il lago dalla sinistra idrografica; sulla destra è affiancato dalla strada provinciale nº 40 Urbe - Vara - Passo del Faiallo e dal Bric del Sozzo (650 m). Il lago è collocato sul confine settentrionale del Parco naturale regionale del Beigua, che comprende la sponda sinistra del bacino.

## Storia
La diga fu realizzata nel 1922 per alimentare la centrale elettrica al servizio del Cotonificio Ligure, situato a San Pietro d'Orba. A metà degli anni Quaranta la capienza dell'invaso si rivelò insufficiente e ne venne iniziato l'ampliamento, che si concluse nel 1946 portando la capacità del bacino a 50.000 m³ circa. Si tratta di una diga costruita in muratura e della tipologia a arco-gravità; il suo collaudo avvenne nel febbraio del 1952.
Oggi la capienza reale dell'invaso è molto diminuita a causa della sedimentazione sul fondo del lago e dovrebbe attestarsi attorno ai 30.000 m³.

## Pesca

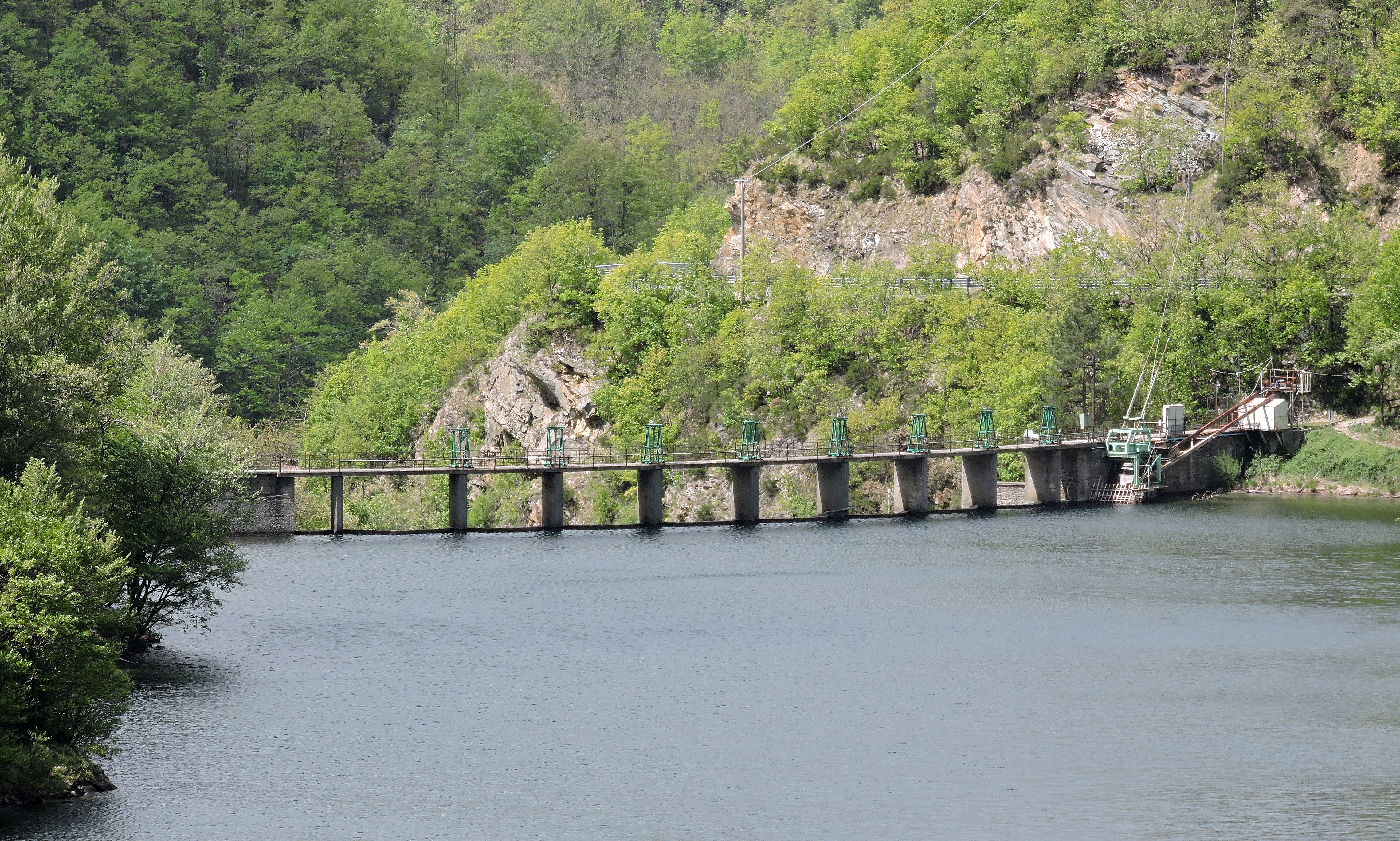
La diga

Il lago dell'Antenna è classificato, secondo la carta ittica della Provincia di Savona, tra le Acque di categoria B, ovvero a popolamento misto. Il lago costituisce inoltre una riserva di pesca turistica nella quale vengono immesse periodicamente trote iridee, con l'autorizzazione del Parco del Beigua, mentre non è concessa l'immissione di trota fario in quanto non è dimostrato che la specie sia autoctona della zona. Le acque del lago sono inoltre sottoposte ad un monitoraggio faunistico annuale. Le modalità di accesso alla riserva sono definite dalla Provincia di Savona